# Stade El-Hadj-Mamadou-Coulibaly
 (mars 2025).
 (mars 2025).
Le stade El Hadj Mamadou Coulibaly  est un stade de football de Côte d'Ivoire qui se situe dans la ville d'Odienné. 
C'est dans ce stade de 3 000 places que joue le Denguelé Sports d'Odienné, club de MTN Ligue 1.